# Psila calobatoides
Psila calobatoides är en tvåvingeart som först beskrevs av Walker 1865.  Psila calobatoides ingår i släktet Psila och familjen rotflugor. Inga underarter finns listade i Catalogue of Life.